# 王藝霖
王藝霖（1991年—）出生於上海，數學家，研究領域涵蓋複分析與概率論，包括泰希米勒理論、施拉姆-勒夫納演進及勒夫納能量。她於法國和瑞士接受教育，現任法國高等科學研究院初級教授，將於2025年7月赴瑞士蘇黎世聯邦理工學院任職。

## 教育與職業生涯
王藝霖1991年生於上海，就讀上海外國語學校期間選修法語作為外語。高三時，法國國民教育和青年部在中國針對數學優異學生展開招生計劃。儘管王藝霖在招生考試中成績未達頂尖，但她是唯一一位用法語而非英語填寫問卷的學生，此舉引起面試官關注，最終成功獲選進入該計劃。
在里昂的Lycée du Parc完成大學校預科班後，王藝霖於2011年進入巴黎高等師範學院。2014年獲巴黎第六大學基礎數學碩士學位，2015年再獲巴黎第十一大學概率與統計碩士學位。 2019年，她在蘇黎世聯邦理工學院完成博士學位，導師為文德林·維爾納。
她曾於麻省理工學院擔任三年C.L.E. 摩爾講師，期間休假一學期赴加州柏克萊的美國國家數學科學研究所擔任博士後研究員。2022年，她成為法國高等科學研究院首位初級教授。 2024年，她獲聘為蘇黎世聯邦理工學院副教授。

## 榮譽
王藝霖於2022年獲頒「瑪麗安·米爾札哈尼新前沿獎」，表彰其「在平面曲線勒夫納能量領域的創新與深遠研究」。 2024年，她榮獲「塞勒姆獎」，肯定其「在複分析、概率論與數學物理間建立深刻新連結，特別是對泰希米勒理論及施拉姆-勒夫納演化理論的貢獻」。